# Antoni Jachacy
Antoni Jachacy (ur. 17 kwietnia 1885 w Marianowie, zm. 22 maja 1966 w Warszawie) – polski działacz komunistyczny.
Skończył 3 klasy szkoły podstawowej, 1904–1906 mieszkał w Warszawie, gdzie był praktykantem w warsztatach kolejowych. Działacz SDKPiL, uczestnik rewolucji 1905-1907. Od 1906 pracował w fabryce maszyn w Mińsku Mazowieckim, w 1911 przez kilka miesięcy był robotnikiem cementowni w Niemczech. W 1915 ewakuowany do Jekaterynosławia, gdzie wstąpił do SDPRR. Uczestnik rewolucji październikowej w tym mieście, członek komitetu fabrycznego. W grudniu 1918 wrócił do kraju i wstąpił do KPRP. Od 1919 monter w warsztatach kolejowych Dyrekcji Kolei Państwowych w Wilnie. W 1925 został zwolniony z pracy za działalność komunistyczną, od 1927 ponownie pracował w Mińsku Mazowieckim, skąd w 1932 również został zwolniony. Podczas okupacji pracował na roli na wsi. Członek PPR od 1942. W pierwszej połowie 1944 brał udział w organizowaniu konspiracyjnych rad narodowych. VIII-X 1944 był członkiem Powiatowej Rady Narodowej w Mińsku Mazowieckim, a później przewodniczącym Miejskiej Rady Narodowej w tym mieście (do przejścia na emeryturę w 1949). Członek Komitetu Powiatowego PPR/PZPR w Mińsku Mazowieckim. W 1955 otrzymał rentę dla zasłużonych. Był odznaczony m.in. Orderem Sztandaru Pracy I klasy.